# سامی گوسن
سامی گوسن (انگلیسی: Sammy Goosen؛ زادهٔ ۱ ژانویهٔ ۱۸۹۲ - درگذشت نامشخص) دوچرخه‌سوار اهل آفریقای جنوبی بود.